# Entephria cyanata
Espèce
Synonymes
- Geometra cyanata Hübner, 1809
- Cidaria cyanata
- Entephria altivolans (Wehrli, 1926)
- Cidaria altivolans Wehrli, 1926

Entephria cyanata, l'Entéphrie de l'Arabette, est une espèce de lépidoptères de la famille des Geometridae.

## Description
Ce papillon a une envergure de 29 à 32 mm.
Les adultes s'envolent entre juin et août, selon les régions en une génération.

## Répartition
Ce géométridé vit en Europe, depuis les Pays-Bas au nord, à l'est jusqu'en Pologne et en Biélorussie, au sud jusqu'aux Balkans et la Grèce, à l'ouest jusqu'à l'Italie et l'Espagne. On le trouve également au Proche-Orient et dans le nord de l'Afrique.
En France, il réside dans les Alpes, les Pyrénées et en Corse (sous-espèce petronensis) à une altitude supérieure à 1 100 m. Sa chenille se nourrit de diverses espèces d'Arabis.

## Sous-espèces
Selon BioLib (27 janvier 2019) :
- Entephria cyanata acyana (Prout, 1938)
- Entephria cyanata bubaceki (Reisser, 1926)
- Entephria cyanata cyanata (Hübner, 1809)
- Entephria cyanata gerennae Gyulai, 1984
- Entephria cyanata leucocyanata (Reisser, 1935)
- Entephria cyanata petronensis Herbulot, 1968